# 新保守主义与旧保守主义
新保守主义和旧保守主义是美国保守主义政治运动的两大分支。双方的代表人物经常争辩说对方并不代表真正的美国保守主义。有争议的问题包括移民、贸易、美国宪法、税收、预算、商业、美联储、毒品政策、对外援助和美国的外交政策。

## 价值冲突
旧保守主义者（Paleoconservative）一词最初是1980年代用于将传统保守主义者与新保守主义者及施特劳斯派区分开来。旧保守主义者帕特·布坎南在2002年的《Buchanan and Press》中表示，美国保守主义运动已被“全球主义、干涉主义、开放边界意识形态”所俘获。他与其他人共同创办了《The American Conservative》杂志，以挑战他认为占主导地位的新保守主义，对布坎南来说，新保守主义是真正保守价值观的腐蚀者。
1950年，散文家莱昂内尔·特里林说，自由主义是美国“唯一的思想传统”。他驳斥了老右翼保守派，认为他们表达的是“寻求与想法相似的易怒心理姿态”。三年后，罗素·柯克的《保守主义的心灵》挑战了这一论点，认为美国保守主义有着悠久而杰出的思想血统。
新保守主义运动在1970年代兴起，表达了与老右翼不同的观点。 虽然新保守派并不像旧右派那样反对新政，但他们认为伟大社会和新左派的后续发展走得太远了。 新保守主义者奉行干涉主义的外交政策，尤其是在中东。 他们特别支持以色列，并认为美国应该帮助确保这个犹太国家的安全。
在1989年3月24日出版的《国家评论》的一篇名为“民主助推器”的专题文章中，克拉斯·G·瑞恩（Claes G. Ryn）警告说，在所谓的保守派中，包括迈克尔·诺瓦克、艾伦·布鲁姆、本·瓦滕贝格和理查德·约翰·诺伊豪斯的情绪更像是左派而不是保守主义。1991年，莱恩在《新雅各宾主义》一书中指出，新保守主义与法国大革命背后的思想非常相似。18世纪后期的法国雅各宾派任命法国为普遍原则的代言人，20世纪后期的新雅各宾派选择了美国来承担改造世界的任务。莱恩警告意识形态帝国主义的危险。
历史学家托马斯·伍兹详细阐述了美国保守主义运动的分歧、新保守派的崛起，以及它们与更传统的保守派的区别：“在理查德·韦弗和罗素·柯克等伟大的美国保守主义者的作品中显而易见的美国保守派对美国南方及其人民和遗产的传统同情，开始消失……新保守主义者深受伍德罗·威尔逊的影响， 也许有一点西奥多·罗斯福的影子。 ......他们相信美国几乎在任何地方都具有侵略性，并且在必要时通过武力在世界范围内传播民主。...新保守派倾向于更高效的政府机构；古保守派想要更少的政府机构。[新保守派]普遍钦佩富兰克林·德拉诺·罗斯福总统及其大力干预主义的新政政策。新保守主义者并不以他们的预算意识而闻名，你不会听到他们谈论对联邦机构进行任何重大干预。”
在讨论新保守主义者对国家权力的立场时，欧文·克里斯托尔在2003年写道：“新保守主义者不喜欢福利国家的服务集中，并且乐于研究提供这些服务的替代方式。 但他们对哈耶克认为我们正走在“通往奴役之路”的观点不耐烦。 新保守主义者对上个世纪国家的发展并没有感到那种恐慌或焦虑，认为这是自然的，实际上是不可避免的……人们总是喜欢强政府而不是弱政府，尽管他们当然不喜欢任何政府有点过度干预的味道。新保守主义者在当今美国感到宾至如归，其程度是更传统的美国保守派所没有的。尽管他们发现很多值得批评的地方，但他们倾向于在托克维尔的民主智慧中寻求知识指导，而不是在罗素·柯克这样的保守主义者的怀旧中。“